# Чикоримпа
Чикоримпа (исп. Chicorimpa) — село муниципалитета Гуадалупе-и-Кальво в Мексике, входит в штат Чиуауа. Население — 125 человек.

## История
Город основал Франсиско Оримпа.